# Oleksandr Pjelješenko
Oleksandr Jurijovyč Pjelješenko (in ucraino Олександр Юрійович Пєлєшенко?; Petrovo-Krasnosillja, 7 gennaio 1994 – 5 maggio 2024) è stato un sollevatore ucraino.

## Biografia
Fu campione europeo nel 2016 e 2017. Nel 2016 prese anche parte alle Olimpiadi di Rio de Janeiro, dove si classificò al quarto posto.
Trovato positivo a un controllo antidoping nel 2018, venne squalificato fino al 2026.
Nel 2022, in seguito all'invasione russa dell'Ucraina, si unì alle Forze armate del suo Paese. Rimase ucciso in uno scontro coi soldati russi il 5 maggio del 2024 all'età di 30 anni. Fu il primo olimpionico a perdere la vita nel conflitto.